# Myung-Whun Chung
Myung-Whun Chung (ur. 22 stycznia 1953 w Seulu) – amerykański dyrygent i pianista pochodzenia koreańskiego.

## Życiorys
Brat wiolonczelistki Myung-Wha Chung i skrzypaczki Kyung-Wha Chung. Jako dziecko uczył się gry na fortepianie, debiutował jako pianista w wieku 7 lat z orkiestrą filharmonii seulskiej. Studiował u Nadii Reisenberg (fortepian) i Carla Bambergera (dyrygentura) w Marines College of Music w Nowym Jorku, a następnie Juilliard School of Music, w 1974 roku uzyskując dyplom z fortepianu i dyrygentury. Jako dyrygent zadebiutował w 1971 roku w Seulu. W 1973 roku otrzymał amerykańskie obywatelstwo. W 1974 roku zdobył II nagrodę w grze na fortepianie na Międzynarodowym Konkursie Muzycznym im. Piotra Czajkowskiego w Moskwie. Od 1975 do 1978 roku odbył uzupełniające studia dyrygenckie u Sixten Ehrling.
W latach 1978–1981 był asystentem dyrygenta Los Angeles Philharmonic. Od 1984 do 1990 roku dyrygował Rundfunk-Sinfonieorchester w Saarbrücken. W 1986 roku zadebiutował na scenie nowojorskiej Metropolitan Opera, dyrygując przedstawieniem Simona Boccanegry Giuseppe Verdiego. W latach 1987–1992 dyrygował Teatro comunale we Florencji. W 1989 roku został dyrygentem Opéra Bastille w Paryżu, jednak na skutek konfliktu z zespołem w 1994 roku ustąpił z tego stanowiska. W 1994 roku objął posadę dyrygenta Orkiestry Symfonicznej Radia Koreańskiego. W latach 1997–2005 był pierwszym dyrygentem Orchestra dell’Accademia Nazionale di Santa Cecilia w Rzymie. Równocześnie w latach 2000–2015 był dyrektorem muzycznym Orchestre philharmonique de Radio France. Od 2005 do 2015 roku pełnił funkcję pierwszego dyrygenta Seulskiej Orkiestry Filharmonicznej.
Od roku 2001 ściśle współpracuje z Tokijską Orkiestrą Filharmoniczną – początkowo jako specjalny doradca artystyczny (2001–2010), następnie przez sześć sezonów jako honorowy dyrygent, a od 2016 roku pozostaje jej honorowym dyrektorem muzycznym. Od początku sezonu 2012/2013 jest pierwszym dyrygentem gościnnym Sächsische Staatskapelle Dresden. Jest także dyrektorem muzycznym Asia Philharmonic Orchestra, którą założył w 1997 roku.
Dyrygował gościnnie wieloma wybitnymi orkiestrami, poza już wspomnianymi, także Wiener Philharmoniker, Berliner Symphoniker, Filarmonica della Scala oraz czołowymi orkiestrami brytyjskimi i amerykańskimi. W jego repertuarze są utwory kompozytorów rosyjskich, włoskich i francuskich, w tym kilka najważniejszych dzieł Oliviera Messiaena. Messiaen zadedykował Chungowi swój Concert à quatre, którego prawykonanie pod batutą Chunga odbyło się w 1994 roku.

## Odznaczenia
Odznaczony został Legią Honorową (1992), komandorią Orderu Sztuki i Literatury (2011), komandorią Orderu Gwiazdy Włoch (2017) oraz Orderem Zasługi Republiki Włoskiej II klasy (2022).